# Stephen Kiprotich
Stephen Kiprotich (* 27. Februar 1989 in Cheptiyal, Distrikt Kapchorwa) ist ein ugandischer Langstreckenläufer und Olympiasieger im Marathonlauf.

## Werdegang
Bei den Weltmeisterschaften 2007 in Osaka schied er über 5000 Meter im Vorlauf aus. 2009 kam er bei den Crosslauf-Weltmeisterschaften in Amman auf den 23. Platz, und 2010 wurde er Fünfter bei den Berglauf-Weltmeisterschaften in Kamnik.
Bei den Crosslauf-Weltmeisterschaften 2011 in Punta Umbría wurde er Sechster und gewann Bronze mit der ugandischen Mannschaft. Einen Monat später gewann er bei seinem Debüt über die 42,195-km-Distanz den Enschede-Marathon. Beim Marathon der Weltmeisterschaften in Daegu lief er auf den neunten Platz.
2012 erzielte er den dritten Platz beim Tokio-Marathon. Bei den Olympischen Spielen 2012 in London wurde Kiprotich mit einer Zeit von 2:08:01 h Olympiasieger im Marathonlauf. Somit ist er erst der zweite Ugander, der eine Goldmedaille bei Olympischen Spielen gewann.
Bei den Weltmeisterschaften 2013 in Moskau gewann er – in Abwesenheit der besten Kenianer – den Titel und ist damit nach Gezahegne Abera 2001 der erste Marathonläufer, der gleichzeitig Olympiasieger und Weltmeister war.
Stephen Kiprotich wurde trainiert und betreut von seinem Manager Godfrey Nuwagaba, bis dieser 2017 verstarb. 
Im November 2019 kündigte der 30-Jährige an, sich nach den Olympischen Spielen 2020 in Tokio aus dem Nationalteam zurückziehen zu wollen. Beim Marathon der Spiele, der schließlich am 8. August 2021 in Sapporo stattfand, kam er nicht ins Ziel.
Stephen Kiprotich lebt in Kenia.

## Persönliche Bestzeiten
- 3000 m: 7:48,06 min, 25. Juli 2007, Lüttich
- 5000 m: 13:23,70 min,	24. Mai 2008, Hengelo
- 10.000 m: 27:58,03 min, 25. Juni 2010, Birmingham
- Halbmarathon: 1:01:15 h, 3. Februar 2013, Granollers
- Marathon: 2:06:33 h, 22. Februar 2015, Tokio (ugandischer Rekord)
- 3000-Meter-Hindernislauf: 8:26,66 min, 6. Juni 2010, Rabat